# Seidões

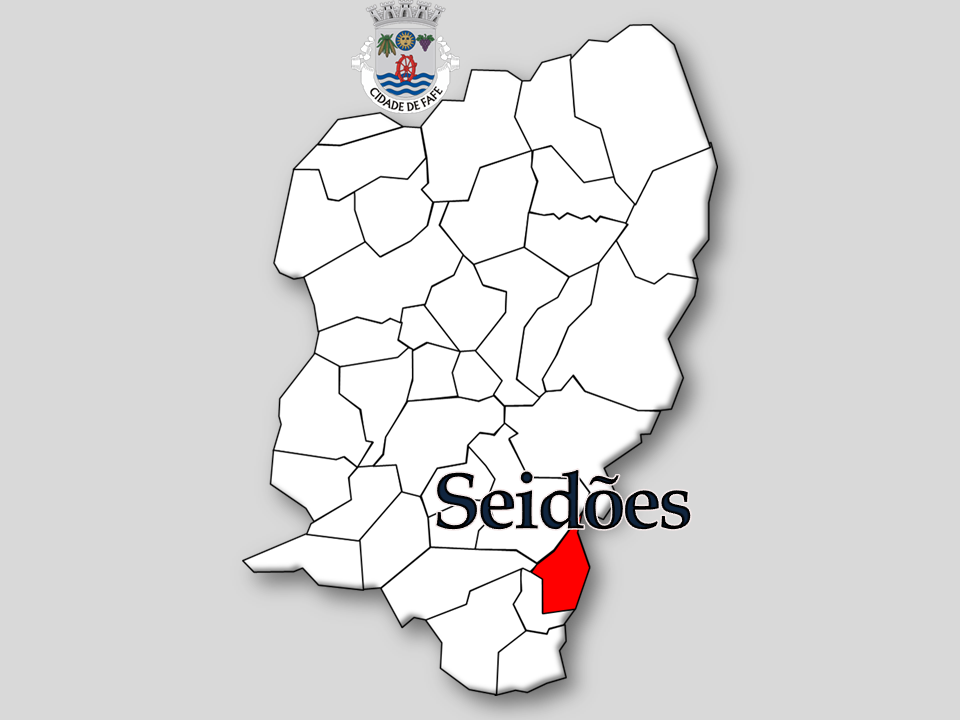
Localização da Freguesia de Seidões no Município de Fafe

Seidões é uma povoação portuguesa do Município de Fafe que foi sede da extinta Freguesia de Seidões, freguesia que tinha 3,96 km² de área e 512 habitantes (2011), e, por isso, uma densidade populacional de 129,3 hab/km².
A Freguesia de Seidões foi extinta em 2013, no âmbito de uma reforma administrativa nacional, tendo sido agregada às Freguesias de Ardegão e Arnozela para formar uma nova freguesia denominada União de Freguesias de Ardegão, Arnozela e Seidões com a sede na Rua do Assento, 456, em Seidões.
Situada quase 15 quilómetros a sul da sede do município de Fafe, Seidões é tipicamente rural. Seidões situa-se na parte sudoeste do município de Fafe, marcando limite com Celorico de Basto (S. Bartolomeu do Rêgo e Borba da Montanha). Terra antiga, é citada como freguesia celoricense nas Inquirições de 1220 e por aqui ficaria até à instituição do concelho (atual município) de Fafe, no qual se integrou.
Há em Seidões um conjunto arquitectónico verdadeiramente notável, a Casa do Souto. Dentro dos seus portões brasonados existem construções de várias épocas, desde a medieval, mas é sobretudo interessante o solar do século XVIII, que arrebata com a sua harmonia e majestade, e também para a Casa da Cruz, de raro traço arquitectónico e para a linda igreja paroquial do século XVII.
Seidões vive essencialmente da agricultura e a sua população desloca-se para o centro da cidade e para o Município de Felgueiras para aí exercer a sua actividade profissional. A pouco e pouco, Junta de Freguesia e outras Instituições têm reunido esforços para não perderem o comboio do desenvolvimento, e a tão temida desertificação humana não representa, pelo menos para já, uma ameaça.
O rio que passa naquele local é muito pretendido pelos pescadores que procuram a truta e o bardo.

## População
| População da freguesia de Seidões (1864 – 2011) | População da freguesia de Seidões (1864 – 2011) | População da freguesia de Seidões (1864 – 2011) | População da freguesia de Seidões (1864 – 2011) | População da freguesia de Seidões (1864 – 2011) | População da freguesia de Seidões (1864 – 2011) | População da freguesia de Seidões (1864 – 2011) | População da freguesia de Seidões (1864 – 2011) | População da freguesia de Seidões (1864 – 2011) | População da freguesia de Seidões (1864 – 2011) | População da freguesia de Seidões (1864 – 2011) | População da freguesia de Seidões (1864 – 2011) | População da freguesia de Seidões (1864 – 2011) | População da freguesia de Seidões (1864 – 2011) | População da freguesia de Seidões (1864 – 2011) |
| ----------------------------------------------- | ----------------------------------------------- | ----------------------------------------------- | ----------------------------------------------- | ----------------------------------------------- | ----------------------------------------------- | ----------------------------------------------- | ----------------------------------------------- | ----------------------------------------------- | ----------------------------------------------- | ----------------------------------------------- | ----------------------------------------------- | ----------------------------------------------- | ----------------------------------------------- | ----------------------------------------------- |
| 1864                                            | 1878                                            | 1890                                            | 1900                                            | 1911                                            | 1920                                            | 1930                                            | 1940                                            | 1950                                            | 1960                                            | 1970                                            | 1981                                            | 1991                                            | 2001                                            | 2011                                            |
| 351                                             | 442                                             | 402                                             | 464                                             | 461                                             | 426                                             | 537                                             | 515                                             | 569                                             | 546                                             | 552                                             | 540                                             | 564                                             | 621                                             | 512                                             |